# Lioplax
Lioplax é um género de gastrópode  da família Viviparidae.
Este género contém as seguintes espécies:
- Lioplax cyclostomaformis I. Lea, 1841